# 阿吉尔
阿吉爾是法羅群島的一個村落。2021年1月时人口数量为2,368人。
阿吉爾的地名可能是源自古愛爾蘭語，意思是指「夏季的牧場」。這裡曾經是托爾斯港南部的一個小村莊，人口逐漸與托爾斯港合併，1997年加入托尔斯港市镇。

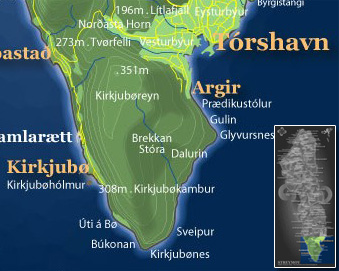
阿吉尔在斯特莱默岛上的位置

隨著人口增加，阿吉爾從海岸向山丘建造了更多的房屋，約有四分之一的村莊建造在山丘。阿吉爾享有瞭望大海和首都的景緻，有一個帶船庫的船港和一座建於1974年的教堂。
從16世紀至1750年，阿吉爾建有一家麻風病醫院，並有一些窮人也住在那裡。當醫院被關閉後，它變成窮人們的工作間。
阿吉爾的足球俱樂部名叫AB阿吉爾，也有一個名叫的划船俱樂部。